# فرآوری غذایی

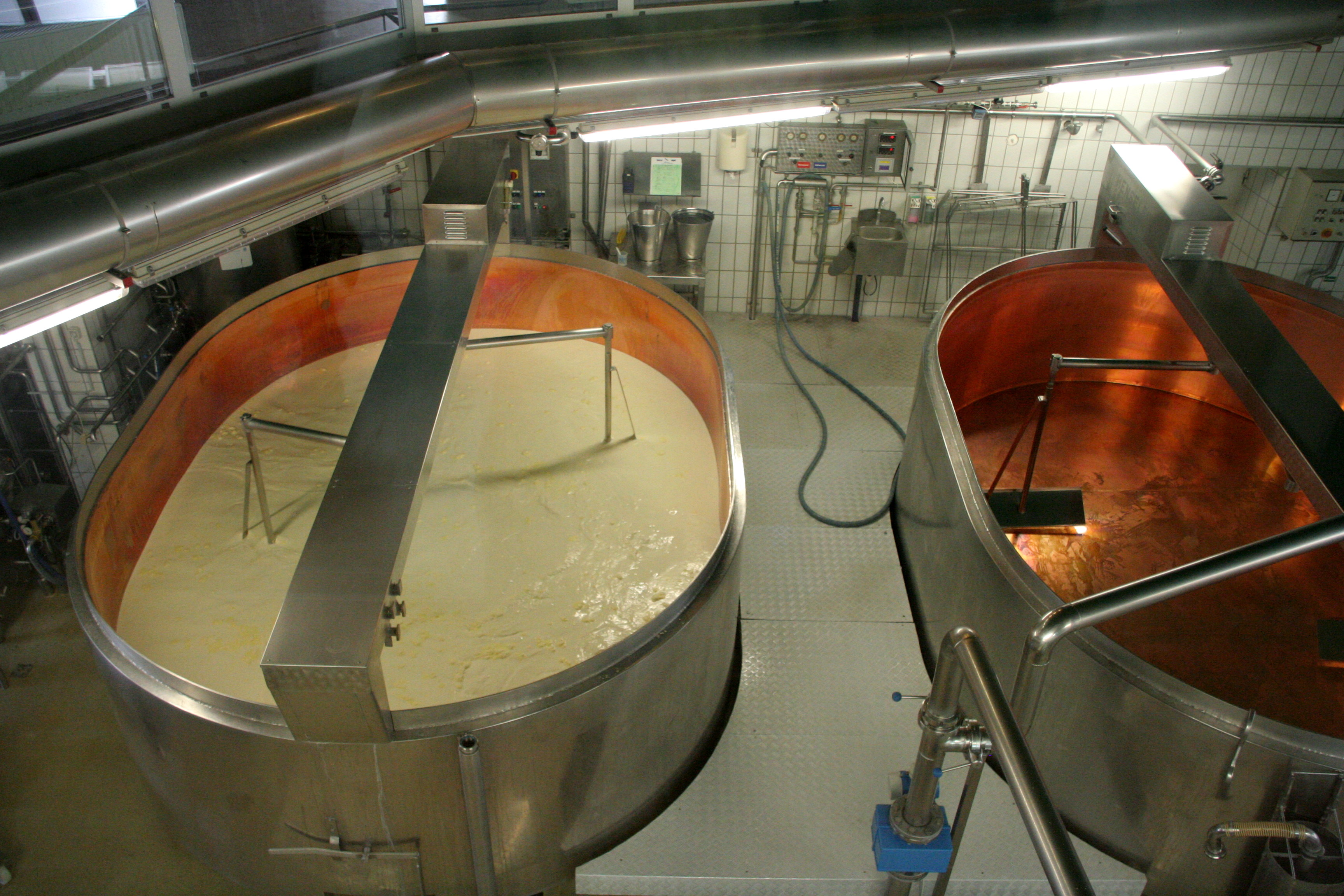
تولید پنیر به شیوه صنعتی

فرآوری غذایی تبدیل محصولات کشاورزی به خوراک یا یک گونه مواد خوراکی به اشکال دیگر است. فرآوری غذایی شامل شکل‌های بسیاری از پردازش مواد خوراکی است، از آسیاب کردن دانه تا آرد خام گرفته و از آشپزی خانگی گرفته تا روش‌های پیچیده صنعتی که برای تهیه غذاهای آسان استفاده می‌شوند.
فرآوری غذایی نخستین برای تهیه بیشتر غذاها ضروری است و پردازش خوراک دومین مواد را به غذاهای آشنا مانند نان تبدیل می‌کند.
فرآوری خوراک سومین مسبب پرخوری و چاقی است که دارای مقدار بسیاری قند، نمک و مقادیر بسیار کمی فیبر است و به‌همین دلیل مورد انتقاد قرار گرفته‌است.